# Axel Enström (företagsledare)
För fysikern, se Axel Enström. För bogserbåten, se Axel Enström (bogserbåt).
Axel Gustaf Torbjörn Enström, född 25 oktober 1893 i Nederkalix församling, Norrbottens län, död 9 mars 1977 i Sundsvalls Gustav Adolfs församling, Västernorrlands län, var en svensk företagsledare. Han var VD för SCA 1950-1960.
Enström var bokhållare vid Karlsborgs sågverk 1909-1918, sågverksförvaltare vid Kramfors AB 1919-1934 och disponent och VD vid Holmsunds AB 1934-1946. Han var vice VD vid Svenska Cellulosa AB (SCA) 1946-1950 och VD 1950-1960 samt styrelseordförande 1960-1965.
Enström var VD för Svenska arbetsgivareföreningen (SAF) 1951-1954. Han blev ledamot av Ingenjörsvetenskapsakademien 1953.